# Listă de erupții vulcanice după numărul de decese
Aceasta este o listă de erupții vulcanice după numărul de decese. Erupțiile vulcanice pot fi extrem de explozive, volatile sau fără impact negativ asupra vieții. Anumiți vulcani au avut erupții catastrofale, care au dus la moartea a nenumărați oameni, iar această listă încearcă să documenteze aceste erupții vulcanice după numărul de decese.

## Erupții vulcanice
| Decese | Vulcan                                       | Loc                              | Dată                        |
| --- | -------------------------------------------- | -------------------------------- | --------------------------- |
| Probabil că au mai rămas doar 10 000 de oameni supraviețuitori pe tot Pământul | Lacul Toba (vezi și Teoria catastrofei Toba) | Indonezia                        | Acum 69.000 - 77.000 de ani |
| Număr exact necunoscut: probabil 6 milioane, inclusiv un milion în Japonia, un număr similar în Franța, mulți în nordul Europei și în Egipt. A ucis 9350 de oameni în Islanda, aproximativ 25% din populația insulei. | Laki (Grimsvötn)                             | Islanda                          | 1783                        |
| Număr necunoscut. Posibil a dus la căderea civilizației minoice, foamete în China și prăbușirea dinastiei Xia. | Santorini (sau Thera)                        | Grecia                           | Între 1650 și 1500 î.Hr.    |
| Necunoscut. Peste două milioane de victime. O treime din populația din Rusia a fost ucisă, vezi și foametea din Rusia din 1601-1603                                                                                   | Huaynaputina                                 | Peru                             | 1600                        |
| 92,000 | Muntele Tambora (Vezi și Anul fără vară)     | Indonezia                        | 1815                        |
| 36,000 | Krakatoa                                     | Indonezia                        | 1883                        |
| 33,000 | Muntele Pelée                                | Martinica                        | 1902                        |
| 23,000 | Nevado del Ruiz                              | Columbia                         | 1985                        |
| 18,000 | Vezuviu                                      | Italia                           | 0079                        |
| 15,000 | Muntele Unzen                                | Japonia                          | 1792                        |
| 10,000 | Muntele Kelut                                | Indonezia                        | 1586                        |
| 6,000 | Santa Maria                                  | Guatemala                        | 1902                        |
| 5,115 | Muntele Kelut                                | Indonezia                        | 1919                        |
| 4,000 | Muntele Galunggung                           | Indonezia                        | 1822                        |
| 3,500 | El Chichón                                   | Mexic                            | 1982                        |
| 3,360 | Muntele Vesuvius                             | Italia                           | 1631                        |
| 2,942 | Muntele Lamington                            | Papua Noua Guinee                | 1951                        |
| 2,000 | Tseax Cone                                   | Canada                           | 1775                        |
| 1,680 | Soufrière                                    | Sfântul Vincențiu și Grenadinele | 1902                        |
| 1,584 | Muntele Agung                                | Indonezia                        | 1963                        |
| 1,369 | Muntele Merapi                               | Indonezia                        | 1930                        |
| 1,335 | Muntele Mayon                                | Filipine                         | 1897                        |
| 1,335 | Muntele Taal                                 | Filipine                         | 1911                        |
| 1,151 | Muntele Asama                                | Japonia                          | 1783                        |
| 1,000 | Cotopaxi                                     | Ecuador                          | 1877                        |
| 700 | Muntele Pinatubo                             | Filipine                         | 1991                        |
| 353 | Muntele Merapi                               | Indonezia                        | 2010                        |
| 245 | Nyiragongo                                   | Republica Democrată Congo        | 2002                        |
| 152 | Mt Ruapehu, Tangiwai                         | Noua Zeelandă                    | 1953                        |
| 150 | Muntele Tarawera                             | Noua Zeelandă                    | 1886                        |
| 150 | Torishima                                    | Japonia                          | 1902                        |
| 57 | Muntele St. Helens                           | Statele Unite                    | 1980                        |
| 43 | Muntele Unzen                                | Japonia                          | 1991                        |
| 31 | Vulcanul Nabro                               | Eritrea                          | 2011                        |
| 9 | Galeras                                      | Columbia                         | 1993                        |